# Costacciaro
Costacciaro ist eine italienische Gemeinde mit 1046 Einwohnern (Stand 31. Dezember 2023) in der Provinz Perugia in der Region Umbrien.

## Geografie

Lage von Costacciaro in der Provinz Perugia

Die Gemeinde erstreckt sich über etwa 41 km². Sie liegt etwa 38 km nordöstlich von Perugia an der Grenze zu der Region Marken in der klimatischen Einordnung italienischer Gemeinden in der Zone E, 2 403 GR/G.
Der Ort liegt nahe dem Berg Monte Cucco (1566 m s.l.m.) an der historischen Via Flaminia sowie der heutigen Strada Statale 3 Via Flaminia und ist Teil der Comunità montana dell’Alto Chiascio.
Zu den Ortsteilen (Frazioni) gehören Costa San Savino (599 m s.l.m., ca. 140 Einwohner, liegt ca. 5 km nördlich vom Hauptort) und Villa Col de’ Canali (559 m s.l.m., ca. 250 Einwohner, liegt etwa 2 km nördlich vom Hauptort).
Die Nachbargemeinden sind  Fabriano (AN), Gubbio, Sassoferrato (AN), Scheggia e Pascelupo und Sigillo.

## Geschichte
Die ehemalige römische Station Castrum Costacciarii wurde im 13. Jahrhundert von Gubbio erworben. Mit Gubbio gelangte sie zunächst 1384 an die Familie der Montefeltro, die den Grafen aus Urbino nahestanden. Von 1508 bis 1631 regierte die Familie der Della Rovere die Gegend, danach wurde sie Teil des Kirchenstaates. Die Befestigungsanlagen wurden am Ende des 15. Jahrhunderts von Francesco di Giorgio ausgebaut.
Zum Zeitpunkt der Einheit Italiens 1861 lebten ungefähr 2150 Einwohner im Ort. Bis 1921 fand ein Bevölkerungswachstum auf etwa 3600 Einwohner statt, danach fiel die Einwohnerzahl stetig bis auf rund 1300 Einwohner im Jahre 2010.

## Sehenswürdigkeiten

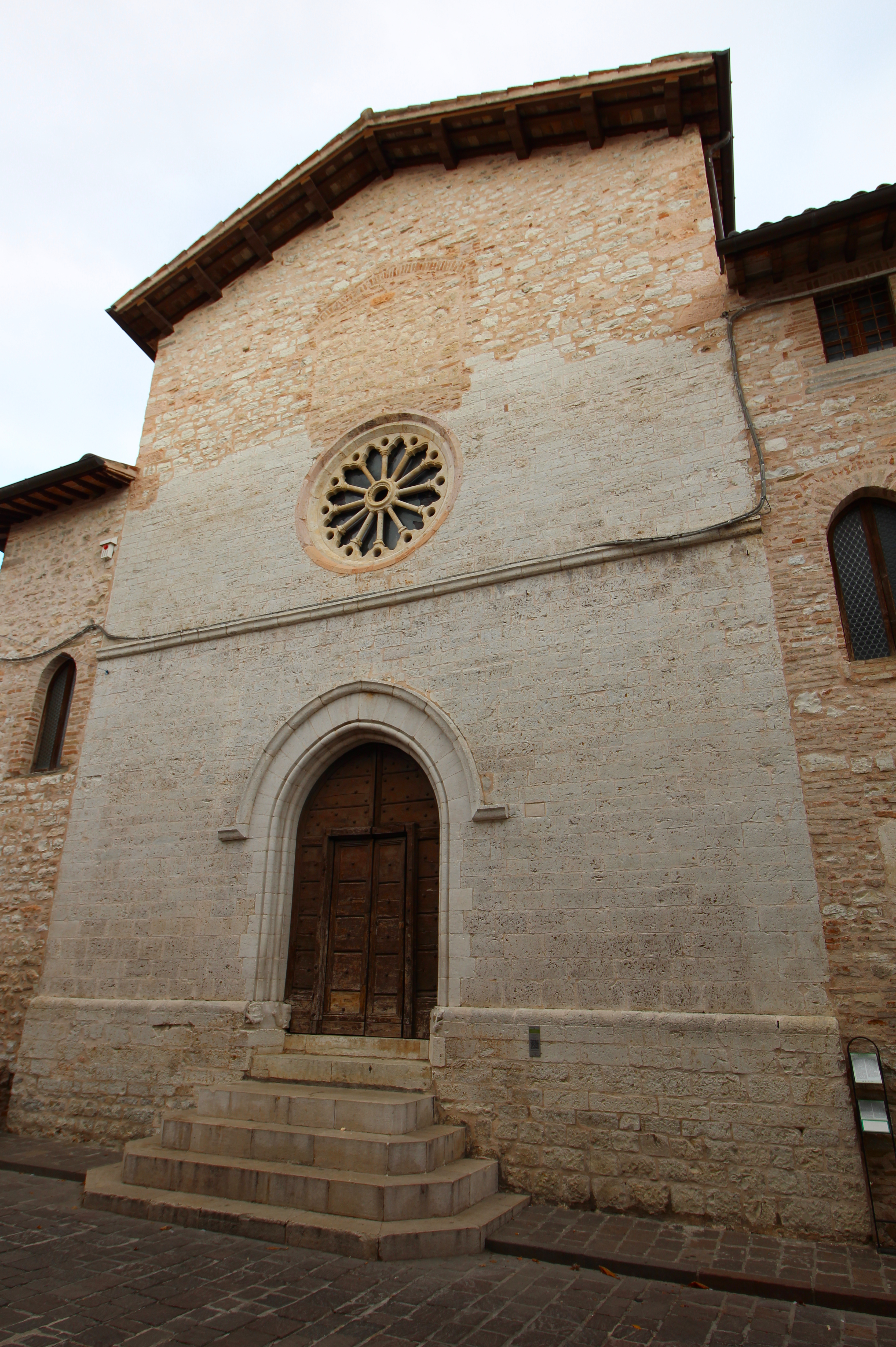
Die Kirche San Francesco im Ortskern

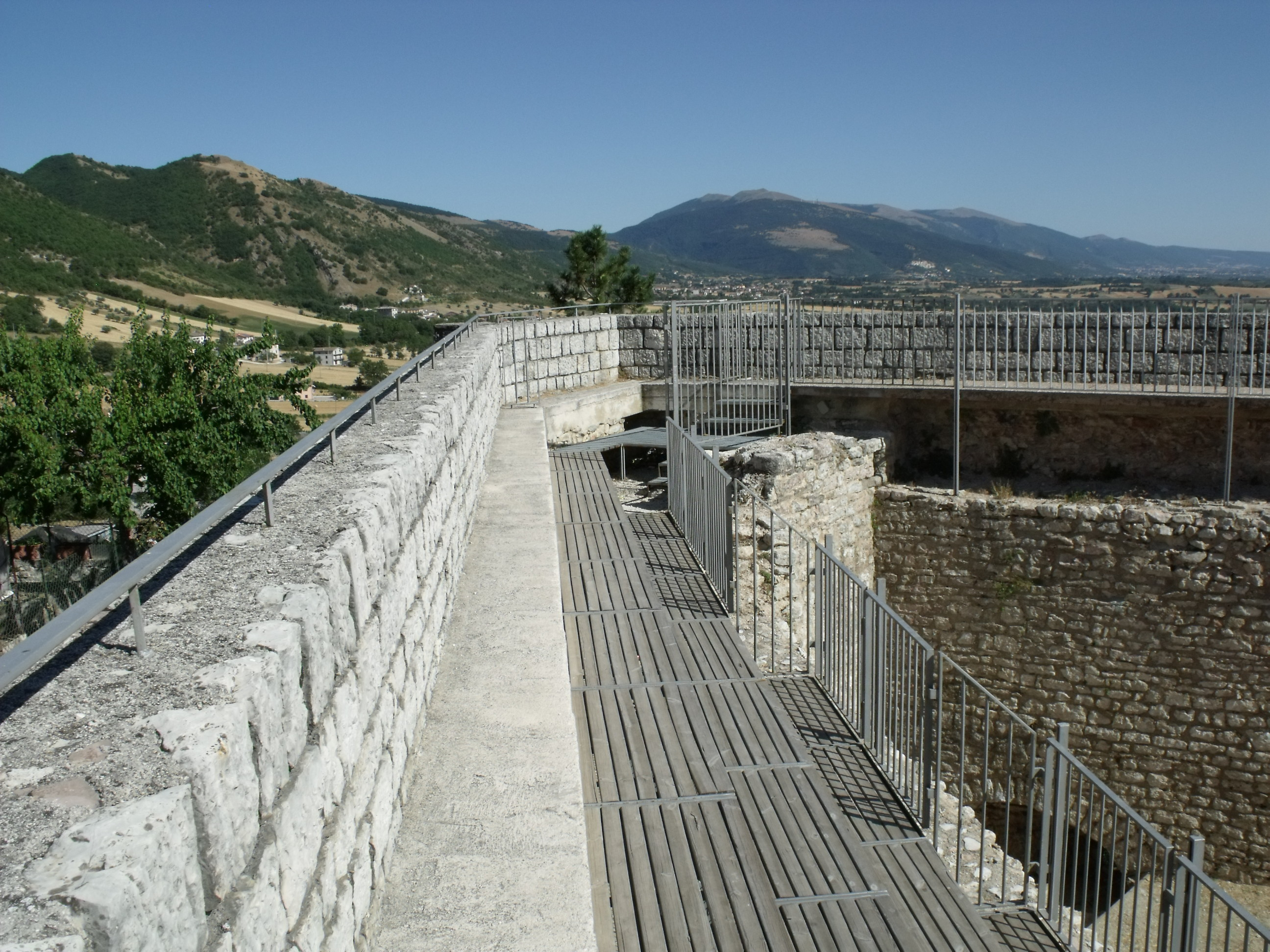
Rocca del Càssero, auch Rocca di Costacciaro oder Rivellino genannt

- Chiesa di San Francesco, eine Kirche im Ortskern aus dem 13. Jahrhundert.[4]
- Chiesa di Santa Maria Assunta in Cielo, Kirche im Ortskern aus dem 13. Jahrhundert.[5]
- Chiesa della Misericordia, Kirche im Ortskern. Enthält das Werk Cristo Morto tra la Madonna e Santa Maria Maddalena aus dem Jahr 1582. Wurde 1855 und 2001 restauriert.[6]
- Museo Laboratorio del Parco del Monte Cucco, Museum zum Berg Monte Cucco in der ehemaligen Kirche San Marco im Ortszentrum, das 1999 eröffnete.[7]
- Palazzo Comunale, heutiges Rathaus, 13. Jahrhundert.[8]
- Torre Civica, Turm aus dem 13. Jahrhundert, der auch als Stadttor dient.[7]
- Rivellino, auch Rocca del Cassero, auch Rocca di Costacciaro genannt, Festungsruine, die 1477 von Francesco di Giorgio ausgebaut wurde[8] und am südwestlichen Ortsrand liegt.
- Antico frantoio dell’olio, Ölmühle aus dem 17. Jahrhundert, heute ein Museum.[7]
- San Rocco, Kirche kurz außerhalb des Ortskern bei Borgo San Rocco an der Via Flaminia.
- Madonna delle Grazie, Kirche im Ortsteil Costa San Savino.
- Sant’Apollinare, Kirche im Ortsteil Villa Col dei Canali.